# Белов, Анатолий Андреевич
Анатолий Андреевич Белов (7 июля 1940 — 3 июня 2000) — работник советской судостроительной отрасли, бригадир судосборщиков Дальзавода, Герой Социалистического Труда (1985).

## Биография
Родился 7 июля 1940 года. Окончил среднюю школу в городе Артём в 1957 году, ремесленное училище №1 во Владивостоке в 1959 году, Владивостокский судостроительный техникум (вечерний факультет) в 1971 году. Член КПСС с 1963 по 1991 годы.
С 1959 года по 2000 год — слесарь, сварщик, бригадир судосборщиков-корпусников Дальзавода Министерства судостроительной промышленности СССР. Единственный перерыв был только с 1961 по 1964 годы, когда А. А. Белов служил на срочной службе в Советской Армии, в частях Дальневосточного военного округа. Один из лучших токарей завода, также и возглавляемая им бригада многократно признавалась лучшей по предприятию.
Указом Президиума Верховного Совета СССР от 30 августа 1985 года присвоено звание Героя Социалистического Труда с вручением ордена Ленина и золотой медали «Серп и Молот».
Избирался депутатом Верховного Совета РСФСР 8-го, 9-го и 10-го созывов (с 1970 по 1984 годы). Делегат XXVII съезда КПСС (1986). В 1985-1989 годах — депутат Владивостокского городского совета народных депутатов. Член Владивостокского городского комитета КПСС (1966-1988).
Жил во Владивостоке.

## Награды
- Герой Социалистического Труда (1985)
- два ордена Ленина (1974, 1985)
- орден «Знак Почёта» (1971)
- Медаль «В ознаменование 100-летия со дня рождения Владимира Ильича Ленина» (1970)
- медаль «Ветеран труда»